# Fairchilds
Pour les articles homonymes, voir Fairchild.
Fairchilds est un village situé au centre du comté de Fort Bend, au Texas, aux États-Unis,.

## Démographie
Lors du recensement de 2010, le village comptait une population de 763 habitants. Elle est également estimée, en 2016, à 1 077 habitants.

### Source de la traduction
- (en) Cet article est partiellement ou en totalité issu de l’article de Wikipédia en anglais intitulé « Fairchilds, Texas » (voir la liste des auteurs).